# باشگاه والیبال گاز تهران

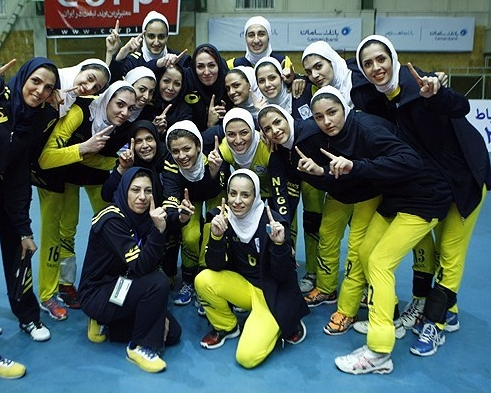
تصویر خوشحالی بازیکنان گاز تهران قهرمان لیگ ۱۳۹۲ پس از بازی مقابل دانشگاه آزاد در آذرماه ۱۳۹۲.

باشگاه والیبال گاز تهران یک باشگاه‌های والیبال زنان ایرانی است. این باشگاه توانست ۲ قهرمانی در لیگ برتر والیبال زنان ایران کسب کند. در هر دو سال سیما صدیقی مربیگری این تیم را برعهده داشته است.  این تیم در آذر ماه ۱۳۹۵، ساعاتی پیش از آغاز پانزدهمین دوره لیگ برتر، به دلیل مشکلات مالی اعلام انحلال کرد.

## دست‌آوردها
لیگ برتر والیبال زنان ایران
- قهرمان: لیگ ۱۳۹۴، لیگ ۱۳۹۲
- نایب قهرمان: لیگ ۱۳۹۰
- سومی: لیگ ۱۳۸۹، لیگ ۱۳۹۱، لیگ ۱۳۹۳